# Мамедов, Гасан Мамед Гусейн оглы
Гасан Мамед Гусейн оглы Мамедов (азерб. Həsən Məmmədhüseyn oğlu Məmmədov; 5 июня 1912 года, Нахичеванский уезд — 18 июня 1985 года, Ильичёвский район) — советский азербайджанский табаковод, Герой Социалистического Труда (1949).

## Биография
Родился 5 июня 1912 года в селе Шахтахты Нахичеванского уезда Эриванской губернии (ныне Кенгерлинский район Нахичеванской АР Азербайджана).
Участник Великой Отечественной войны.
Начал трудовую деятельность рядовым колхозником в 1942 году в колхозе имени Гусейна Джавида (ранее имени Багирова) Ильичевского района. Позже звеньевой, бригадир и председатель колхоза.
В 1948 году достиг высоких показателей в области табаководства.
Указом Президиума Верховного Совета СССР от 14 марта 1949 года за получение высоких урожаев табака Мамедову Гасану Мамед Гусейн оглы присвоено звание Героя Социалистического Труда с вручением ордена Ленина и золотой медали «Серп и Молот».
С 1971 года на всесоюзной пенсии.
Скончался 18 июня 1985 года в родном селе.